# Пелла (завод)
Акционе́рное о́бщество «Ленингра́дский судострои́тельный заво́д „Пе́лла“» — российское судостроительное предприятие в городе Отрадное Ленинградской области.
«Пелла» входит в состав холдинга вместе с ЗАО «Пелла-Фиорд», специализирующимся на стеклопластиковых лодках и катерах, ЗАО «Полином» — производителем изделий из полимерных материалов, а также дочерним ОАО «Пелла-Маш» — производителем промышленного оборудования. В 2014 году «Пеллой» приобретена, после банкротства, в Гамбурге бывшая верфь JJ Sietas KG Schiffswerft GmbH u. Ко., существующая с 1635 года, и ставшая «Pella Sietas».
Из-за вторжения России на Украину (с 2022) завод находится под санкциями стран Евросоюза, США, Японии и некоторых других стран.
В ноябре 2022 года завершена реорганизация АО "Ленинградский судостроительный завод «Пелла» (АО «Пелла») в форме выделения ООО «Пелла СК», в результате чего права и обязанности АО «Пелла» по судостроительным контрактам на строительство судов рыбопромыслового флота перешли к выделению ООО «Пелла СК». Подрядчиком, который исполняет условия таких судостроительных контрактов, является ООО «Пелла-Стапель» (его структуры Норебо приобрел весной 2022 года).
В мае 2023 «Пелла СК» переименована в Судостроительный завод «Отрадное», а «Пелла-Стапель» — в «Нева-стапель».

## История
Предприятие находится в городе Отрадное на территории бывшего Пеллинского дворца, построенного при Екатерине II. До наших дней на территории завода сохранились только здания почтового двора и конюшни, значительно разрушенные во время Великой Отечественной войны. Являются объектом культурного наследия России федерального значения.
В 30-е годы XX века на этой территории был построен Завод автоприцепов Министерства лесной промышленности. После Великой Отечественной войны завод восстановили и переименовали в Ленинградский механический завод № 4.
В 1950 году перед заводом, расположенном на левом берегу реки Невы, поставлена задача организовать судостроительное производство. Вскоре основной продукцией завода стали буксиры, быстроходные катера, лоцманские боты и другие маломерные суда.
В 1957 году предприятие переименовывают в Ленинградский судомеханический завод.
В 1960-е годы на заводе развивается новое направление — стеклопластиковое судостроение. Первыми образцами подобных судов явились ловцы «Надежда» для рыболовной базы «Восток», гидрографические суда типа «Кайра», рабочие боты «Бекас», лёгкие корпуса всех отечественных глубоководных аппаратов для исследования мирового океана.
В 1965 году предприятие в качестве опытного производства передаётся в подчинение ЦНИИ технологии судостроения и к нему возвращается «историческое» название «Пелла» — Ленинградский судостроительный завод «Пелла».
С 1970-х годов освоен выпуск средств технологического оснащения для судостроительной отрасли: окрасочных аппаратов, трубогибочных станков, машин термической резки металла.
В 1992 году предприятие приватизируется и становится акционерным обществом открытого типа "Ленинградский судостроительный завод «Пелла» (с 21.06.1996 г. — Открытое акционерное общество "Ленинградский судостроительный завод «Пелла»). На сегодняшний день «Пелла» — акционерное предприятие, имеющее в своём составе 8 дочерних и зависимых обществ, владеющее территорией в 33 га и достаточными для ведения успешного бизнеса активами.
В 2006 году были построены два таких современных буксира азимутального типа — «Белуга» и «Навага» (проект 90600), которые стали началом портового флота компании «Усть-Луга».
В сентябре 2010 спущен на воду первый (головной) эскортный буксир проекта 02790 (ПЕ-65) «Дир» по заказу Приморского торгового порта.
В 2011 году предприятием, по согласованию с региональными органами власти, был выкуплен участок земли площадью около 20 гектар на берегу реки Нева в городе Отрадное Кировского района Ленинградской области — в 3 км ниже по течению от существующей площадки «Пеллы». На новом участке реки Нева нет ограничений по порогам, поэтому «Пелла» планирует организовать там серийное строительство и спуск до 10 морских судов в год, длиной до 100 метров, шириной до 22 метров, с осадкой до 6 метров. Планируемый ввод в эксплуатацию производственных цехов на новой площадке — 4 квартал 2014 года, выход на проектную мощность комплекса — начало 2018 года. Объём выпуска морских судов с учётом мощностей нового комплекса завода составит 12 млрд рублей в год. Расчётная годовая загрузка нового комплекса в итоге составит 8 — 10 млрд руб. продукции в год, что составит до 20 % от общего объёма судов аналогичного назначения на российском рынке. Выпуск морских судов должен ежегодно возрастать, и составит соответственно с 2015 года — 2-4-6-8 единиц.
В мае 2012 года началось строительство серии ресурсосберегающих рыбопромысловых судов донных рыб проекта PL-475 (ярусолов). Головное судно Vestliner было передано норвежцам в ноябре 2016. Его прототипом является норвежское судно ярусного лова типа «ГИЕР-II». Особенностью судна ярусного лова является то, что оно выбрасывает не сети, которые давят и портят много рыбы, а выбрасывает единовременно 50 тысяч специальных крючков. Длина судна составляет 47,5 метра, ширина — 12 метров, осадка 5 метров, объём рефрижераторного трюма — 500 кубических метров. Двигательная мощность судна составляет 1,6 тысячи лошадиных сил.
С 2012 по 2014 завод построил 4 малых морских танкера проекта 03180 (СКП 1000) по заказу Министерством обороны РФ.
С июля 2013 завод строит гидрографические научные суда по проекту «ЦКМБ Алмаз» 11982 «Селигер».
В 2013 году на заводе был построен первый патрульный катер проекта 03160 или «Раптор».
10 февраля 2014 года дочерняя компания завода в Гамбурге Terraline GmbH приобрела гамбургскую верфь Sietas.
В 2015—2016 году в прессе появились сведения, что компания намеревается инвестировать средства в модернизацию феодосийского судостроительного завода «Море», который будет задействован в рамках государственного оборонного заказа в строительстве кораблей и катеров тех же серий, что и «Пелла». По неподтвердившимся слухам «Пелла» претендовала на передачу своему дочернему юридическому лицу имущества завода, что вызвало резкую негативную реакцию со стороны коллектива феодосийского предприятия и некоторых депутатов государственного совета республики Крым.
24 декабря 2015 года были заложены два первых в серии малых ракетных корабля проекта 22800 или «Каракурт» — «Ураган» и «Тайфун» (переименованы в «Мытищи» и «Советск»)
15 сентября 2016 года состоялась закладка новейшего океанографического исследовательского судна проекта 16450 «Академик Агеев» (Северное ПКБ), недостроенное судно было спущено на воду в 2017-м году, однако достроить его завод не смог и в 2019 оно было передано для достройки на Канонерский судоремонтный завод. Заказчик Главное управление глубоководных исследований Министерства обороны Российской Федерации, на сентябрь 2023 информации о прохождении испытаний и передаче заказчику в СМИ нет.
15 ноября 2016 года было объявлено о передаче завода Море (Крым) в аренду заводу «Пелла» до конца 2020 года.
24 декабря 2016 года начальник главного штаба ВМФ вице-адмирал Андрей Воложинский сообщил о том, что завод «Пелла» построит 18 малых ракетных кораблей нового поколения ппроекта 22800 «Каракурт» для Военно-морского флота России до 2022 года. Однако позднее постройка кораблей серии была распределена по трём различным заводам.
В 2017 году стало известно о закладке на верфи по заказу мурманской группы компаний «ФЭСТ» двух средних морозильных рыболовецких траулеров проекта 1701 «Скорпион». Спуск на воду головного судна состоялся 10 июля 2019 года.
В марте 2018 года было заложено головное судно проекта 03070 краболов «Русь». Судно предназначено для донного лова краба конусными ловушками «японского» типа с последующей сортировкой и транспортировкой живого краба в специальных термоизолированных цистернах. В декабре 2018 года краболов спустили на воду, а в мае 2020 года судно успешно завершило ходовые испытания и было передано заказчику — дальневосточному ООО «Антей». Основные характеристики судна: длина — 50,5 м, ширина — 12,6 м, осадка — 6,72 м, валовая вместимость — 1182 регистровых тонн, скорость — 12 узлов, экипаж — 28 человек. «Русь» — первое специализированное судно для добычи краба, построенное в России. На базе данного проекта были разработаны проекты комбинированного сейнера 03072, ярусолова (ловля доной рыбы) с бортовой выборкой 03073 и краболова-процессора 03074.
5 мая 2018 года спущен на воду малый ракетный корабль проекта 22800 «Каракурт»- «Шквал» (переименован в «Одинцово»).
23 октября 2018 года спущен на воду малый ракетный корабль проекта 22800 «Каракурт» «Буря».
Осенью 2019 года на достройку из Феодосии с завода «Море» должны были прибыть ещё три малых ракетных корабля — «Охотск», «Козельск» и «Вихрь», однако два из них («Охотск» и «Вихрь») по сообщениям СМИ до конца осени в Санкт-Петербург доставлены не были и остались на зимовку в Ростовской области.
В декабре 2019 года появились новости о требовании Минобороны России в судебном порядке взыскать с завода неустойку в сумме порядка 3 миллиардов рублей по государственному контракту на строительство семи малых ракетных кораблей проекта 22800 «Каракурт».
В январе 2020 АО «Пелла» заложила в Сбербанке часть своих активов.
Осенью 2020 года в г. Балтийске прошла торжественная церемония поднятия Андреевского флага на малом ракетном корабле «Одинцово» проекта 22800, который официально вошёл в состав Балтийского флота.
В октябре 2020 распространялась информация о закладке на принадлежащей компании верфи «PELLA SIETAS» в Гамбурге ледокола проекта 21900 по заказу подведомственного «Росморречфлоту» ФГУП «Росморпорт».
30 марта 2021 года на предприятии произошёл несчастный случай. В ходе испытаний на кренование строящегося рыболовецкого траулера «Скорпион» судно опрокинулось, погибли двое рабочих.
В июле 2021 на ОАО «ЛСЗ Пелла» подан иск о банкротстве от машиностроительного предприятия ОАО «МЗ Арсенал», ранее судебные разбирательства на сумму 483 млн рублей длились с 2018—2020 год. В сентябре 2021 АО «Пелла» оплатила 223,4 млн рублей и суд приостановил процедуру введения наблюдения при банкротстве.
21 ноября 2021 началась реорганизация ОАО «ЛСЗ Пелла».
В ноябре 2022 года завершена реорганизация АО "Ленинградский судостроительный завод «Пелла» (АО «Пелла») в форме выделения ООО «Пелла СК», в результате чего права и обязанности АО «Пелла» по судостроительным контрактам на строительство судов рыбопромыслового флота перешли к выделению ООО «Пелла СК». Подрядчиком, который исполняет условия таких судостроительных контрактов, является ООО «Пелла-Стапель» (его структуры Норебо приобрел весной 2022 года).
1 марта 2023 100-процентным владельцем ООО «Пелла СК» и ООО «Пелла-Стапель» стала УК Норебо, которая планирует на этих мощностях построить оставшиеся 4 из 10 ранее заказанных на Северной верфи траулеров-процессоров проекта 170701. 5 из первых 6 на воду спустила Северная верфь, 6-й также будет спущен ею же — достройка наплаву будет производиться новыми структурами Норебо, причина срыва контракта — санкции ЕС.

## Достижения
- Завод «Пелла» стал первым российским судостроительным предприятием, который был приглашён в качестве участника на международную выставку малотоннажного судостроения Tug & Salvage Convention and Exhibition в Роттердаме[45].
- Первый российский краболов проекта 03070 «Русь», до этого краболовы заказывали в Японии[46].

## Корабли и суда
На март 2023 завод построил или спустил на воду следующие корабли:
1. 25 рейдовых буксиров азимутального типа[8] проекта 90600 с тягой 23-35 т[47]
2. рейдовые буксиры азимутального типа[8] проекта RAscal 2000 с тягой 10-20 т[48][49]
3. рейдовые буксиры проекта 16609 с тягой 39-54 т[50]
4. 8 эскортных буксиров проекта 02790 (ПЕ-65) «Дир» с тягой 60-65 т[51][52][53]
5. многоцелевые буксиры проекта 02980 (ПС 45) с тягой 80 т[54][55]
6. 4 (последний МРК «Буря» проходит испытания) военных малых ракетных корабля проекта 22800 «Каракурт»
7. 17 военных патрульных катеров проекта 03160 «Раптор»
8. ярусоловы проекта PL-475 «Vestliner»[12][56]
9. 2 (оба достраиваются на плаву: «Скорпион» и «Лев») средних морозильных рыболовецких траулеров проекта 1701 «Скорпион»
10. 4 (2 спущено на воду — «Андромеда» и «Кастор», заложены «Альхена» и «Поллукс») среднетоннажных морозильных траулера-процессора по проекту 03095, водоизмещением около 3750 тонн[57]
11. 3 («Русь» передан заказчику, заложены «Механик Степанов» и «Механик Цуранов») краболова по проекту 03070 «Русь»
12. 2 («Ладога», а «Ильмень» в готовности 60 %) научных опытовых гидрографических судна проекта 11982 «Селигер»
13. 4 малых морских танкеров проекта 03180 (СКП 1000)[58][59][60]

## Прочая продукция и проекты
Помимо указанных выше кораблей и судов структуры Пелла выпускают или будут выпускать:
- малые плавсредства
- 10 м катера проекта А 149-1 «Баклан»[61]
- 22 м лоцманские катера проекта «Pilot PI-22»[62]
- заложен ледокол проекта 21900М2 на верфи «Pella Sietas» в г. Гамбург
- проекты комбинированного сейнера 03072, ярусолова (ловля доной рыбы) с бортовой выборкой 03073 и краболова-процессора 03074[12] , проект многоцелевого портового судна СКПО 2000 (KM Arc 4 AUT1 Oil Tanker ESP Bilge water removing ship по классификации Российского морского регистра судоходства)[63], морской буксир с тягой 65 т проекта RAmpage 6000[64], ледокол проекта TundRA 84 (Тундра 8200)[65].
- траулеры-процессоры проекта 170701 «Капитан Соколов» (5 спущено на воду, 6-й готовится к спуску на Северной верфи) будут достраивать на верфи в г. Отрадный Кировского района Ленинградской области, что перешли в структуры Норебо в 2022—2023, также здесь будут построены оставшиеся 4 траулера из серии. Первый траулер молодого КБ «Наутик-Рус» «Траулер 82 м»[66], ранее планировалось строить всю серию траулеров на Северной верфи[67].
- ярусоловы проекта 200101 «Капитан Головатюк»[68] будут построены на верфи в г. Отрадный Кировского района Ленинградской области (всего 4 шт, 2 уже заложены[69]), что перешли в структуры Норебо в 2022—2023. Проект КБ «Наутик-Рус» «Ярусолов 63 м»[70], ранее планировалось строить всю серию траулеров на Северной верфи[69].